# Potezna šibrenica
Potezna šibrenica (pogovorno pumparica) je vrsta repetirne puške, ki uporablja šibrene naboje ali naboje z enovitim izstrelkom (t. i. slug).
Potezno šibrenico je izumil John Browning, ki je pred tem izumil tudi vzvodno repetirno šibrenico. Naboji se pri potezni šibrenici vložijo v valjasto shrambo, ki poteka pod cevjo orožja (enako kot pri polavtomatski šibrenici). Odprtina za polnjenje se nahaja pred branikom sprožilca, naboji pa se v shrambo potiskajo eden za drugim. S strani puške se nahaja odprtina za izmet praznih tulcev, kamor lahko strelec pri odprtem zaklepu vstavi tudi posamezne naboje. Zaklep se odpre s potegom posebej oblikovanega kopiščka proti sebi, hkrati s tem pa se izvrže naboj ali tulec, sila vzmeti v shrambi za naboje pa potisne nov naboj na sani, ki se spustijo v spodnji položaj. Poteg kopiščka naprej dvigne sani z novim nabojem in ga vstavi v ležišče ter odklene sprožilec. Pred pojavom odmikala sprožilca je potezna šibrenica lahko streljala tako, da je strelec držal pritisnjen sprožilec, z akcijo odpiranja in zapiranja zaklepa pa je streljal. Zaradi varnosti so kasneje v puške začeli vgrajevati odmikala, ki prisilijo strelca, da po vsakem strelu rahlo sprosti sprožilac in ga nato po vloženem novem naboju spet pritisne.
Potezne šibrenice imajo pred polavtomatskimi prednost, da lahko strelec hitreje menja vrsto streliva, ki ga bo uporabil, saj lažje vstavi nov naboj v odprtino za izmet tulcev. Streljanje pri potezni šibrenici je sicer nekoliko počasnejše od streljanja s polavtomatsko, je pa pri potezni šibrenici manjša možnost zastojev in njihova hitrejša odprava.
Danes potezne šibrenice uporabljajo tako lovci, športni strelci, kot tudi policija in oborožene sile povsod po svetu. Pri tem gre za orožje, ki ima dokaj veliko kapaciteto (do 9 nabojev) in dokaj hitro kadenco, manjša pa je natančnost, ki je pri šibrenem strelivu vedno manjša in se pogosto tudi ne zahteva. V vojaške enote je potezna šibrenica prvič množičneje našla pot v prvi svetovni vojni, kjer so vojaki cenili njeno uporabo v ozkih rovih, kjer se bojevanje odvija na majhnih razdaljah. Danes je potezna šibrenica obvezen del vsake posebne vojaške in policijske enote, katere naloge se odvijajo v urbanem okolju.

## Najbolj znani modeli poteznih šibrenic
- Winchester Defender 1300
- Winchester Model 1897
- Winchester Model 1912
- NeoStead 2000
- Remington 870
- Mossberg 500
- Benelli Nova